# Steve Smith
Steven Delano Smith, mais conhecido como Steve Smith (Highland Park, 31 de Março de 1969), é um ex-basquetebolista norte-americano. 

## Carreira
Smith esteve presente nas conquistas com a Seleção dos Estados Unidos do Campeonato Mundial de 1994, da Copa América de 1999 e dos Jogos Olímpicos de 2000.